# Daulagiri
Masiv Daulagiri v Nepalu se razteza 120 km od reke Kali Gandaki zahodno do reke Beri. Ta masiv je na severu in jugozahodu omejen s pritoki reke Beri, na jugovzhodu pa z Mjagdi Kola. Daulagiri I je sedma najvišja gora na svetu na 8167 metri nadmorske višine in najvišja gora znotraj meja ene države (Nepal). Prvič ga je osvojila 13. maja 1960 švicarsko-avstrijsko / nepalska odprava.
Gora se imenuje धौलागिरी (daulāgirī) v nepalščini. To prihaja iz sanskrta, kjer धवल (davala) pomeni 'bleščeč', 'bel', 'lep'  in गिरि (giri) pomeni 'gora'. Daulagiri I je tudi najvišja točka porečja reke Gandaki.
Anapurna I (8091m) je 34 km vzhodno od Dhaulagirija I. Reka Kali Gandaki teče med obema v soteski Kali Gandaki, ki naj bi bila najgloblja na svetu. Mesto Pohara je južno od Anapurne, pomembno regionalno središče in prehod za plezalce in pohodnike, kot tudi za obisk obeh območij in tudi turistični cilj.

## Geografija
Če pogledamo severno od indijskih ravnic, je večina 8000-metrskih vrhov zasenčenih z bližnjimi gorami, v jasnem vremenu pa je Daulagiri I viden iz severnega Biharja in daleč južno od Gorakhpurja v Uttar Pradešu. Leta 1808 so triangulacijske meritve pokazale, da je to najvišja gora, ki je bila raziskana.  To je trajalo do leta 1838, ko je Kangčendzenga zavzela svoje mesto, sledil je Mount Everest leta 1858.
Nenaden dvig Daulagiri I z nižjega terena je skoraj enak. 30 km jugovzhodno od reke Kali Gandaki se dviga 7000 m. Na južni in zahodni strani se strmo dviguje nad 4000 m. Na južni strani Gurja Himal v istem masivu je prav tako izrazito ogromen.

## Zgodovina vzponov na Daulagiri I
Večina vzponov je sledila severovzhodni grebenski poti prvega vzpona, vzponi pa so potekali iz večine smeri. Od leta 2007 je bilo 358 uspešnih vzponov in 58 smrtnih žrtev, kar je vrhunec smrtnih žrtev od 16,2 %. Med letoma 1950 in 2006 je umrlo 2,88% od 2016 članov odprav in osebja nad baznim taborom na Daulagiriju. Na vseh 8000 metrskih vrhovih v Nepalu je bila stopnja umrljivosti 1,63 %, od 0,65 % na Čo Oju do 4,04 % na Anapurni I in 3,05% na Manasluju.

### Časovnica
- 1950 - Daulagiri I je prva raziskala francoska odprava, ki jo je vodil Maurice Herzog. Niso videli uresničljive poti in prestopili na Anapurno, kjer so opravili prvi vzpon na vrh 8000 m. [7]
- 1953–1958 - Pet odprav je poskusilo severno steno ali smer Pear Buttress.
- 1959 - Avstrijska odprava, ki jo je vodil Fritz Moravec, naredi prvi poskus na severovzhodnem grebenu.
- 1960 - švicarsko-avstrijska odprava, ki jo je vodil Max Eiselin, uspešno dosežejo vrh Kurt Diemberger, Peter Diener, Ernst Forrer, Albin Schelbert, Nyima Dorje Sherpa, Nawang Dorje Sherpa. Prvi himalajski vzpon, ki ga podpira letalo z nepremičnimi krili, ki se je zrušilo v Hidden Valley severno od gore med vzletom sčasoma in bilo zapuščeno. [8]
- 1969 - ameriška ekipa pod vodstvom Boyda Everetta poskusi jugovzhodni greben; sedem članov ekipe, vključno z Everettom, je umrlo v snežnem plazu.

1970 - drugi vzpon, po severovzhodnem grebenu, japonska odprava, ki sta jo vodila Tokufu Ohta in Shoji Imanari. Tetsuji Kawada in Lhakpa Tenzing Sherpa dosežeta vrh.
- 1973 - Ameriška ekipa pod vodstvom Jamesa Morrisseyja je izvedla tretji vzpon po severovzhodnem grebenu. Skupina na vrhu: John Roskelley, Louis Reichardt in Nawang Samden Sherpa.
- 1975 - Japonska ekipa pod vodstvom Takashija Amemije poskusi jugozahodni greben (znan tudi kot južni steber). Šest jih je umrlo v snežnem plazu.
- 1976 - Italijanska odprava je četrti vzpon.
- 1977 - Mednarodna ekipa pod vodstvom Reinholda Messnerja poskusi južni steno.
- 1978, pomlad: Amemiya se vrne z odpravo, ki postavi pet članov na vrh po jugozahodnem grebenu - prvi vzpon brez severovzhodnega grebena. En član ekipe umre med vzponom.
- 1978, jesen - Seiko Tanaka iz Japonske uspešno vodi vzpon po zelo težkem jugovzhodnem grebenu. Štirje so umrli med vzponom. Francoska ekipa poskuša jugozahodni opornik (imenovano tudi 'južni opornik') dosegli so le 7200 m.
- 1980 - Štiričlanska ekipa, ki so jo sestavljali poljski plezalci Voytek Kurtyka, Ludwik Wiczyczynski, Francoz René Ghilini in Škot Alex MacIntyre, se povzpnejo na vzhodno stran, ki se razteza na 7500 m na severovzhodnem grebenu. Po bivaku se v nevihti spustijo nazaj v bazni tabor. Teden dni kasneje se povzpnejo na goro preko severovzhodnega grebena, in 18. maja dosežejo vrh.
- 1981 - Slovenska odprava pod vodstvom Staneta Belaka v sestavi Cene Berčič, Emil Tratnik in Janez Sabolek je v desetih dneh v alpskem slogu prva preplezala južno steno, vrha zaradi močnega vetra niso dosegli; sestop v sosednjo dolino je trajal nadaljnje štiri dni. Do tedaj verjetno najtežji himalajski vzpon v alpskem slogu.
- 1982, 5. maj - Trije člani - Philip Cornelissen, Rudi Van Snick in Ang Rita Sherpa - iz belgijsko-nepalskega tima dosežejo vrh po severovzhodnem grebenu. Dan kasneje so se še vrnili še štirje plezalci - Ang Jangbu Sherpa, Marnix Lefever, Lut Vivijs in Jan Vanhees.Vivijs postane prva ženska, ki je dosegla vrh. [9]
- 1982, 13. december - Dva člana (Akio Koizumi in Wangchu Shelpa) japonske ekipe pod vodstvom Jun Arima iz Akademskega alpskega kluba univerze Hokkaido so prišli na vrh. Po svetovnem koledarju se zima začne 21. decembra, zato to ni bila zima, ampak zelo pozno jesenski vzpon. Vendar pa je bil vzpon opravljen z dovoljenjem za zimsko plezanje, ki ga nepalska vlada izdaja za vzpone, ki se začnejo 1. decembra ali pozneje. [10]
- 1984 - Trije člani češkoslovaške odprave (Jan Simon, Karel Jakes, Jaromir Stejskal) se povzpnejo na zahodno stran. Simon je umrl med spustom.
- 1985 - poljska odprava, ki jo je vodil Adam Bilczewski, je prvič pozimi osvojila Daulagiri. Po sedmih tednih dramatičnega boja z orkanskim vetrom in temperaturami pod -40 ° C sta Andrzej Czok in Jerzy Kukuczka 21. januarja uspešno opravila prvi zimski vzpon. [11][12]
- 1986 - Večinoma poljska odprava postavi drugo južno smer, na levi strani stene, ki se povezuje z jugozahodnim grebenom. Nadaljujejo nad 7500 m, vendar ne dosežejo vrha.
- 1988 - Sovjetska planinca Jurij Moisejev in Kazbek Valiev v sodelovanju s Češkoslovaškom Zoltanom Demjánom uspejo vzpon na jugozahodni opornik. Ta 3000-metrski vzpon s težkim tehničnim vzponom pri 6800–7300 m je bil priznan kot najboljši dosežek leta na konferenci komisije UIAA Expedition.
- 1993 - Rusko-britanska ekipa postavi direktno smer po severni steni.
- 1995 - Anatoli Boukreev, hitrostni vzpon, rekordni čas 17 ur 15 min, bazni tabor na vrh. [13]
- 1998 - francoski plezalec Chantal Mauduit in Sherpa Ang Tshering umreta, ko plaz zadane njun šotor na severovzhodnem grebenu. [23] Grški plezalec Nikolaos Papandreou je 1. maja umrl v soteski. 2. oktobra Grk Babis Tsoupras doseže vrh, vendar se ne vrne. Teles grških plezalcev niso odkrili.[14]
- 1999 - 24. oktobra britanski plezalec Ginette Harrison umre v plazu na Daulagiriju. Nekaj dni kasneje se slovenski Tomaž Humar povzpne na južno steno solo, vendar ne doseže vrha. Njegov vzpon se je končal na 7300 m zaradi 300 m pasu gnilih kamnin. Humar preide do nevarnega jugovzhodnega grebena, na kratko vstopi v steno in izstopi na 8000 m za spust po severovzhodnem grebenu. Južna stena Daulagirija je še vedno nepreplezana, zaradi česar je eden od največjih preostalih izzivov alpinizma.

## Drugi vrhovi v pogorju Daulagiri
| Gora                      | Višina (m) | Koordinate                                    | relativna višina (m) | Prvi pristop |  |
| ------------------------- | ---------- | --------------------------------------------- | -------------------- | ------------ |  |
| Daulagiri II              | 7751       | 28°45′50″N 83°23′15″E / 28.76389°N 83.38750°E | 2391                 | 1971         |  |
| Daulagiri III             | 7715       | 28°45′17″N 83°22′37″E / 28.75472°N 83.37694°E | 135                  | 1973         |  |
| Daulagiri IV              | 7661       | 28°44′12″N 83°18′52″E / 28.73667°N 83.31444°E | 469                  | 1969         |  |
| Daulagiri V               | 7618       | 28°44′05″N 83°21′41″E / 28.73472°N 83.36139°E | 340                  | 1975         |  |
| Čuren Himal (glavni vrh)  | 7385       | 28°44′06″N 83°12′58″E / 28.73500°N 83.21611°E | 600                  | 1970         |  |
| Čuren Himal (vzhodni vrh) | 7371       | 28°44′33″N 83°13′51″E / 28.74250°N 83.23083°E | 150                  | 1970         |  |
| Čuren Himal (Zahodni vrh) | 7371       | 28°43′55″N 83°12′45″E / 28.73194°N 83.21250°E | 70                   | 1970         |  |
| Daulagiri VI              | 7268       | 28°42′30″N 83°16′32″E / 28.70833°N 83.27556°E | 453                  | 1970         |  |
| Puta Hiunčuli (Dh VII)    | 7246       | 28°44′50″N 83°08′55″E / 28.74722°N 83.14861°E | 1151                 | 1954         |  |
| Gurdža Himal              | 7193       | 28°40′26″N 83°16′37″E / 28.67389°N 83.27694°E | 500                  | 1969         |  |
| False Junction Peak       | 7150       | 28°43′00″N 83°16′38″E / 28.71667°N 83.27722°E | 400                  | 1970         |  |
| Junction Peak             | 7108       | 28°43′19″N 83°16′38″E / 28.72194°N 83.27722°E | 20                   | 1972         |  |
| Peak Hawley               | 6182       | 28°46′33″N 83°11′45″E / 28.77583°N 83.19583°E | 350                  | 2008         |  |
| Hiunčuli Patan            | 5911       | 28°49′39″N 82°37′1″E / 28.82750°N 82.61694°E  | 1310                 | 2013         |  |

Opomba:
- Uvrščeni so samo vrhovi nad 7200 m z več kot 500 m relativne višine.
- Status treh vrhov Čuren Himal je nejasen, viri pa se razlikujejo po višini.[15] Zgornje vrednosti koordinat, višin in pristopov izhajajo iz Finnmap-a. Prvi podatki o vzponu so iz Neateja, vendar ni jasno, ali je bil prvi vzpon na Čuren Himal East pravzaprav vzpon na najvišji od treh vrhov, kot je Neate naštel Čuren Himal Central kot 7320 m podvrh Čuren Himal East.

Večina imenovanih 7000-metrskih vrhov je na grebenu, ki se razteza čez WNW, ločeno od Daulagirija I s 5355 m visokim Francoskim prelazom na 28 ° 46'55 "N, 83 ° 31'54" E. Da bi bili Daulagiri II, III, V, IV, Junction Peak, Churens vzhod, srednji in zahod, Putha Hiunčuli in Hiunčuli Patan. False Junction Peak, Daulagiri VI in Gurdža so na grebenu, ki se razteza proti jugu od Junction Peak.. Himalajski indeks britanskega alpskega kluba navaja še 37 vrhov nad 6000 m. 
6182 m Pota Himal (FinnMap list 2883-01 "Chhedhul Gumba") stoji severno od glavnega grebena med Čurenom in Puto Hiunčulijem. Pota je bil neuradno preimenovana v Peak Hawley po Elizabeth Hawley, opazni kronistki odprave in novinarju iz Katmanduja.

## SKlici
1. ↑  Dhaulagiri, Nepal
2. ↑   High Asia - All mountains and main peaks above 6650 m
3. ↑  Monier-Williams, op. cit. p. 513
4. ↑  Monier-Williams, op. cit. p. 355
5. ↑  Colebrooke 1818.
6. ↑  »Dhaulagiri I«. 8000ers.com. Pridobljeno 4. januarja 2014.
7. ↑  Fallen Giants, pp. 243–245
8. ↑  Diemberger p. 209
9. ↑  Dhaulagiri I, himilayanpeaks.wordpress.com, accessed 2Aug2016.
10. ↑  »Everest – Mount Everest by climbers, news«. www.mounteverest.net. Arhivirano iz prvotnega spletišča dne 7. avgusta 2016. Pridobljeno 2. aprila 2018.
11. ↑  »DHAULAGIRI   1984–85 : Himalayan Journal vol.43/6«. www.himalayanclub.org. Pridobljeno 2. aprila 2018.
12. ↑  »Dhaulagiri I«. wordpress.com. 6. julij 2012. Pridobljeno 2. aprila 2018.
13. ↑  »Anatoli Boukreev«. Mountaineering and Climbing Federation of Republic of Kazakhstan. Mountain.kz. Pridobljeno 7. aprila 2019.
14. ↑  Ministry of Tourism & Aviation, Gov. of Nepal (2010)  Mountaineering in Nepal, Facts & Figures, List of summiteers of Mt. Dhaulagiri, No. 298 Arhivirano 26 August 2011 na Wayback Machine.
15. ↑  Finnmap (topographic map) of Dhaulagiri Himal
16. ↑  »The Alpine Club«. Pridobljeno 21. aprila 2011.
17. ↑  »Himalayan Index«. U.K. Alpine Club. Pridobljeno 21. aprila 2011.